# Otto von Hingenau

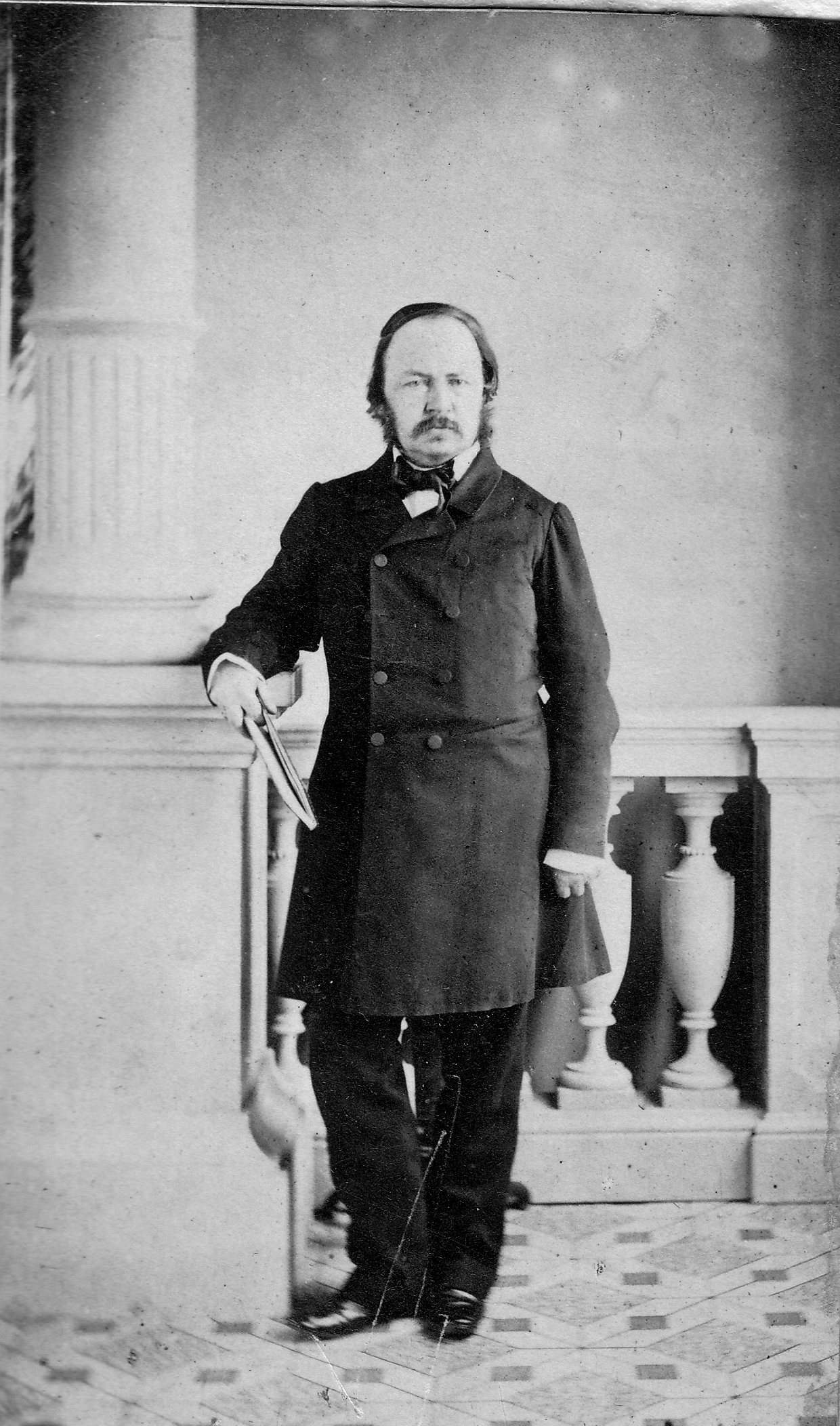
Otto von Hingenau

Otto Gottlieb Freiherr von Hingenau (* 19. Dezember 1818 in Triest; † 22. Mai 1872 in Wien) war ein österreichischer Montanist, Bergrechtler und Schriftsteller.
Otto von Hingenau war der Sohn von Ferdinand Gottlieb Freiherr von Hingenau (1791–1824), der Kreishauptmann in Wien und Delegat in der Provinz Padua war. Seine Mutter Franzisca de Paula Gräfin von Sprinzenstein starb 1831. Alfred von Hingenau war ein Bruder.
Hingenau studierte Jura an der Universität Wien und wurde 1840 promoviert. 1840 bis 1843 studierte er an der Bergakademie Schemnitz Montanwissenschaften. Von 1844 bis 1850 war er im montanistischen Staatsdienst beschäftigt. Hier hatte er zuletzt die Stelle als Berghauptmann für Mähren und Schlesien inne. Von 1850 bis zu seinem Tode war Hingenau Professor für Bergrecht an der Universität Wien. Otto von Hingenau war Mitglied der Gesellschaft Deutscher Naturforscher und Ärzte.

## Veröffentlichungen (einseitige Auswahl)
- Dinotheriumreste in Mähren. In: Bericht über Mitteilung von Freunden der Naturwissenschaften in Wien. Band 3, 1848, S. 379–380.
- Übersicht der geologischen Verhältnisse von Mähren und Österr. Schlesien. Wien 1852 (Digitalisat).
- Ludwig Hohenegger. In: Jahrbuch der Kaiserlich-Königlichen Geologischen Reichsanstalt. Band 14, 1864, S. 449–453 (zobodat.at [PDF; 572 kB]).
- Abhandlung über die Verhältnisse des Bleibergbaues und der Erzlagerstätten bei Mies. In: Verhandlungen der Geologischen Reichsanstalt. Wien 1867, S. 137–139 (zobodat.at [PDF; 412 kB]).
- Der Comstockgang im Nevada-Districte. In: Verhandlungen der Geologischen Reichsanstalt. 1867, S. 320–321 (zobodat.at [PDF; 335 kB]).
- Bericht über den Wassereinbruch im Salzbergwerke zu Wieliczka, nach den amtlichen dem Finanzministerium bis 1. December zugekommenen Nachrichten. In: Verhandlungen der Geologischen Reichsanstalt 1868, S. 398–400 (zobodat.at [PDF; 405 kB]).
- Ueber das Vorkommen und die Nutzbarmachung von Kalisalzen in den Salinen-Distrikten Galiziens. In: Verhandlungen der Geologischen Reichsanstalt. 1868, S. 26–32 (zobodat.at [PDF; 625 kB]).
- Rechenschafts-Bericht über die Gebarung des k.k. und mitgewerkschaftlichen Silber- und Bleibergbaues zu Příbram in den Jahren 1867–1869. In: Verhandlungen der Geologischen Reichsanstalt 1870, S. 307–309 (zobodat.at [PDF; 395 kB]).